# Giro di Croazia 2015
Il Giro di Croazia 2015, quarta edizione della corsa, valida come evento del circuito UCI Europe Tour 2015 categoria 2.1, si svolse dal 22 al 26 aprile 2015 su un percorso di 920,1 km ripartiti in cinque tappe. Fu vinto dal polacco Maciej Paterski davanti allo slovacco Primož Roglič e al polacco Sylwester Szmyd. 
Alla partenza da Macarsca erano presenti 148 ciclisti dei quali 115 completarono il tour a Zagabria.

## Tappe
| Tappa  | Data      | Percorso                        | km    | Vincitore di tappa | Leader cl. generale |
| ------ | --------- | ------------------------------- | ----- | ------------------ | ------------------- |
| 1ª     | 22 aprile | Macarsca > Spalato              | 154   | Grega Bole         | Grega Bole          |
| 2ª     | 23 aprile | Sebenico > Zara                 | 204   | Marko Kump         | Marko Kump          |
| 3ª     | 24 aprile | Macarsca > Monte Maggiore       | 230   | Maciej Paterski    | Maciej Paterski     |
| 4ª     | 25 aprile | Pola > Umago                    | 155,1 | Dimitri Claeys     | Maciej Paterski     |
| 5ª     | 26 aprile | Sveti Martin na Muri > Zagabria | 177   | Maciej Paterski    | Maciej Paterski     |
| Totale | Totale    | Totale                          | 920,1 |                    |                     |

## Squadre e corridori partecipanti
| N.    | Cod. | Squadra                        |
| ----- | ---- | ------------------------------ |
| 1-8   | ADR  | Adria Mobil                    |
| 11-18 | ITA  | Selezione italiana             |
| 21-28 | GMC  | GM Cycling Team                |
| 31-38 | MKT  | Meridiana-Kamen Team           |
| 41-48 | RAR  | Radenska-Ljubljana             |
| 51-58 | CAT  | Cycling Academy Team           |
| 61-68 | FRB  | Team Frøy Bianchi              |
| 71-78 | RVL  | RusVelo                        |
| 81-87 | RWS  | Felbermayr-Simplon Wels        |
| 91-98 | WIL  | Veranda's Willems Cycling Team |

| N.      | Cod. | Squadra                     |
| ------- | ---- | --------------------------- |
| 101-108 | LKT  | LKT Team Brandenburg        |
| 111-116 | VHS  | MG.Kvis Vega                |
| 121-128 | IDE  | Team Idea 2010 ASD          |
| 131-138 | CCC  | CCC Sprandi Polkowice       |
| 141-148 | RIJ  | Cyclingteam Join's-De Rijke |
| 151-158 | AJT  | ActiveJet Team              |
| 161-168 | AZT  | D'Amico-Bottecchia          |
| 171-178 | TNN  | Team Novo Nordisk           |
| 181-188 | ECU  | Team Ecuador                |

## Classifiche finali

### Classifica generale
| Pos. | Corridore       | Squadra     | Tempo     |
| ---- | --------------- | ----------- | --------- |
| 1    | Maciej Paterski | CCC Sprandi | 22h05'16" |
| 2    | Primož Roglič   | Adria Mobil | a 1'01"   |
| 3    | Sylwester Szmyd | CCC Sprandi | a 1'18"   |
| 4    | Edward Ravasi   | Italia      | a 1'39"   |
| 5    | Sergej Firsanov | RusVelo     | a 1'40"   |